# João Barbosa Rodrigues
João Barbosa Rodrigues (São Gonçalo do Sapucaí, 22 de junio de 1842 - Río de Janeiro, 6 de marzo de 1909) fue un profesor, naturalista, ingeniero civil, entomólogo, botánico, y explorador brasileño. Autodidacta, se dedicó a los más diversos temas como etnografía, lingüística, arqueología, cuestiones indígenas, botánica, química, farmacología. Fue un importante motor del movimiento de emancipación científica en Brasil, tanto en estudios en el campo de la botánica y de la etimología.

## Biografía
Nació en São Gonçalo do Sapucaí y fue criado en Campanha, Minas Gerais, Brasil. Retornó a Río con su familia en 1858. Primeramente se dedicó al comercio, mas siempre se mostró interesado en las ciencias naturales, coleccionando insectos y plantas.
Fue profesor de dibujo, y se especializó en botánica, según las orientaciones de Francisco Freire-Allemão. Estuvo en la Amazonia en una misión científica del gobierno imperial, de 1872 a 1875.
Algunos años más tarde organizó y dirigió, en Manaus, el jardín botánico, inaugurado en 1883 bajo el patrocinio de la Princesa Isabel y abandonado después de la Proclamación de la República. En 1890 se le designó como director del Jardín Botánico de Río de Janeiro, el cual dirigió hasta su muerte. Afirmó, sobre el Jardín

"El gran parque, cubierto de una espléndida vegetación, parecía un bosque, cuyos ejemplares en la promiscuidad, sin indicar mediante una señal, una etiqueta, un simple cartel que los hiciera conocidos. Todo muy agradable a la vista, mas científicamente en estado deplorable. Así lo aseguró una comisión nombrada por el gobierno antes de asumir mi cargo".

Barbosa Rodrigues publicó una obra de vasta extensión y una de sus más importantes contribuciones fue su trabajo sobre orquídeas, en tres volúmenes, Genera et species orchidearum novarum (1877/1881).

## Obra
- 1904. Diminution des eaux au Brésil, texto presentado al Congreso Científico Latino-Americano en Río de Janeiro

- 1904. Notícia sobre alguns jardins botânicos da Europa

- 1903. L'Uiraêry ou curare, extraits et compléments des notes d'un naturaliste brésilien, Bruselas

- 1903. Sertum palmarum brasiliensum, dos vols. Bruselas varias ilustraciones por el autor

- 1893. Vocabulário indígena

- 1892Vocabulario indígena comparado[4]

- 1890. Poranduba Amazonense[4]

- 1889. O muiraquitã e os ídolos simbólicos

- 1888. A Lingua Geral do Amazonas e o Guarany: observações sobre o alphabeto indígena[4]

- 1885. Pacificação dos Crichanás[4]

- 1885. Rio Jauaperi, pacificação dos crichanás

- 1875. Exploração e estudo do vale do Amazonas

## Honores

### Eponimia
- Museo Botánico Dr. João Barbosa Rodrigues, de São Paulo

- Avenida de las Palmas João Barbosa Rodrigues

## Abreviatura (zoología)
La abreviatura Barbosa Rodrigues  se emplea para indicar a João Barbosa Rodrigues como autoridad en la descripción y taxonomía en zoología.

- La abreviatura «Barb.Rodr.» se emplea para indicar a João Barbosa Rodrigues como autoridad en la descripción y clasificación científica de los vegetales.[5]